# Chrysista
A Chrysista a sárgásmoszatok Ochrophytina kládjának édes- és tengervízi csoportja. Vannak heterotróf – ozmo- vagy fagotróf – tagok, de többségük fotoszintetikus számos különböző színanyaggal rendelkező plasztiszokkal, bennük például klorofill a-val, c1-gyel, c2-vel, fukoxantinnal, violaxantinnal és β-karotinnal.

## Történet
Thomas Cavalier-Smith nevezte el 1986-ban a Pelagophyceae és a Dictyochophyceae kivételével a Phaeista összes csoportja által alkotott kládra. 1991-ben altörzságként sorolta be, ősi jellemzőjének tekintette az átmeneti zóna feletti hélixet. 3 főosztályát különböztette meg (Limnistia, Raphidoistia, Fucistia). Cavalier-Smith 2018-as leírása szerint az „egyszeres” Chrysista-átmenetihélix és a kettős Pseudofungi/Bigyra-hélix közti különbség nem megfelelő.
Derelle et al. 2016-ban a Chrysistát a kovamoszatok és a Hypogyristea együttesének (Diatomista) testvércsoportjaként helyezte el.

## Morfológia
Kloroplasztiszai valószínűleg vörösmoszatokból erednek szedoheptulóz-7-biszfoszfatáz-szekvenciák alapján.:4. ábra Ezeken övlamella van, a kloroplasztisz-endoplazmatikusretikulum a magmembránhoz csatlakozik. Átmeneti hélixük, szemfoltjuk egyes fajokban jelen van, de nem mindegyikben. Ősi jellemzőjük az ostor feletti átmeneti hélix, ez sincs minden fajban jelen.
Vannak egysejtű, fonalas és parenchimás fajai is, a sárgamoszatoknál mindhárom forma megjelenik.
Általában ostorosok, de vannak kapszoid vagy kokkoid fajok is például a sárgamoszatoknál és az Eustigmatalesben.

## Életmód
Legtöbb ismert fajuk, például a barnamoszatok, autotróf. Alkothatnak kolóniákat, mint például az Eustigmatales.
Egyes barnamoszattaxonokat genomjuk mellett életformájuk alapján különítettek el, egyes fajaik gametofitonja nem szabadon élő, másoknál viszont az a fejlettebb forma. Vannak izomorf és heteromorf életciklusú fajaik is.

## Jelentőség

### Ételekben

#### Nannochloropsis
A Nannochloropsist az A Poniente ételadalékként használja.

#### Barnamoszatok
Számos barnamoszatfajt felhasználnak ételként. A Saccharina japonica marikultúrája például az 1950-es évek óta folyik Kínában.

### Kémiai
A barnamoszatokat hamujukért is feldolgozzák.

### Urán-bioszorpció
Egyes fajai, például a Sargassum filipendula használhatók lehetnek az urán bioszorpciójára. A bioszorpció-sebesség a másodrendű kinetikai modellhez közeli 1 és 100 mg/l koncentrációjú uránoldatok esetén is.

## Filogenetika

### Külső
A Chrysista a Gyrista Ochrophytina kládjába tartozik, és a Hypogyristea és a kovamoszatok kládjának testvércsoportja.

### Belső
3 fő kládja van, ezek a Phaeophyceae, a Xanthophyceae, a Raphidophyceae és rokonai PXR kládja, a Raphidophyceae és a Pinguiophyceae, az Eustigmatophyceae, a Synchromophyceae és a sárgamoszatok alkotta Pesc. A kládok elhelyezkedése:
| PX | \| \| Phaeophyceae \| \| \| \| \| \| Xanthophyceae \| \| \| \| |
|    | \| \| Phaeophyceae \| \| \| \| \| \| Xanthophyceae \| \| \| \| |
|    | Raphidophyceae                                                 |
|    |                                                                |
|    | Phaeophyceae                                                   |
|    |                                                                |
|    | Xanthophyceae                                                  |
|    |                                                                |

|  | Phaeophyceae  |
|  |               |
|  | Xanthophyceae |
|  |               |

|  | Olisthodiscophyceae |
|  |                     |
|  | Pinguiophyceae      |
|  |                     |

|    | Eustigmatophyceae                                                  |
|    |                                                                    |
| SC | \| \| Synchromophyceae \| \| \| \| \| \| Chrysophyceae \| \| \| \| |
|    | \| \| Synchromophyceae \| \| \| \| \| \| Chrysophyceae \| \| \| \| |
|    | Synchromophyceae                                                   |
|    |                                                                    |
|    | Chrysophyceae                                                      |
|    |                                                                    |

|  | Synchromophyceae |
|  |                  |
|  | Chrysophyceae    |
|  |                  |

|  | Olisthodiscophyceae |
|  |                     |
|  | Pinguiophyceae      |
|  |                     |

|    | Eustigmatophyceae                                                  |
|    |                                                                    |
| SC | \| \| Synchromophyceae \| \| \| \| \| \| Chrysophyceae \| \| \| \| |
|    | \| \| Synchromophyceae \| \| \| \| \| \| Chrysophyceae \| \| \| \| |
|    | Synchromophyceae                                                   |
|    |                                                                    |
|    | Chrysophyceae                                                      |
|    |                                                                    |

|  | Synchromophyceae |
|  |                  |
|  | Chrysophyceae    |
|  |                  |

| PX | \| \| Phaeophyceae \| \| \| \| \| \| Xanthophyceae \| \| \| \| |
|    | \| \| Phaeophyceae \| \| \| \| \| \| Xanthophyceae \| \| \| \| |
|    | Raphidophyceae                                                 |
|    |                                                                |
|    | Phaeophyceae                                                   |
|    |                                                                |
|    | Xanthophyceae                                                  |
|    |                                                                |

|  | Phaeophyceae  |
|  |               |
|  | Xanthophyceae |
|  |               |

|  | Olisthodiscophyceae |
|  |                     |
|  | Pinguiophyceae      |
|  |                     |

|    | Eustigmatophyceae                                                  |
|    |                                                                    |
| SC | \| \| Synchromophyceae \| \| \| \| \| \| Chrysophyceae \| \| \| \| |
|    | \| \| Synchromophyceae \| \| \| \| \| \| Chrysophyceae \| \| \| \| |
|    | Synchromophyceae                                                   |
|    |                                                                    |
|    | Chrysophyceae                                                      |
|    |                                                                    |

|  | Synchromophyceae |
|  |                  |
|  | Chrysophyceae    |
|  |                  |

|  | Olisthodiscophyceae |
|  |                     |
|  | Pinguiophyceae      |
|  |                     |

|    | Eustigmatophyceae                                                  |
|    |                                                                    |
| SC | \| \| Synchromophyceae \| \| \| \| \| \| Chrysophyceae \| \| \| \| |
|    | \| \| Synchromophyceae \| \| \| \| \| \| Chrysophyceae \| \| \| \| |
|    | Synchromophyceae                                                   |
|    |                                                                    |
|    | Chrysophyceae                                                      |
|    |                                                                    |

|  | Synchromophyceae |
|  |                  |
|  | Chrysophyceae    |
|  |                  |

A Pesc kládot korábban SII-nek, míg a PXR-t SI-nek nevezték.
Ismeretlen helyzetűek a Synchromophyceae, a Chrysomerophyceae, a Picophagus, a Chrysowaernella és az Aurearena.

## Genomika
Egyes fajok, például az Ectocarpus spp. kloroplasztiszában petJ gén található.
I. kládbeli flavodoxinjai nincsenek, szemben a Diatomista klád egyes fajaival. A Phaeomonas (Pinguiophyceae) és a Synchroma (Synchromophyceae) nemzetségek rendelkeznek II. kládbeli flavodoxinnal.
Többgénes elemzések alapján erősen igazolt klád.

### Géntranszfer
Dorrell et al. 2017-ben kimutatták, hogy számos gént átadott a Chrysista többek közt a Cryptophytának, a Haptophytinának, az ostoros moszatoknak stb.

### Olisthodiscus luteus
Az Olisthodiscus luteus kloroplasztiszgenomját 2021-ben szekvenálták, hossza 155 916 bp, és kevéssé ismert géneket tartalmaz, például a Viridiplantae, a vörösmoszatok és a Cryptophyta esetén ismert, de 2019-ig az Ochrophytinában ismeretlen feltételezett protontranszporter cemA. Az Ochrophytinában 2019-ben először a Synuralesben találták meg Kim et al. e gént, mellyel feltehetően az utolsó közös őse is rendelkezhetett, és azt feltételezték, hogy zöldmoszatból kerülhetett át, mivel más jellemző gének, például az ftsH és az ilvB szekvenciáit is tartalmazza.:26 Ezzel szemben Barcyté et al. szerint az rpoZ-hez hasonlóan a cemA az Ochrophytina közös ősében is jelen volt, és többször szűnt meg a különböző ágaiban, nem pedig zöldmoszatból érkezett.:26
Az O. luteus plasztiszgenomja korábban az Ochrophytinában ismeretlen genomokat is tartalmaz, például feltehetően Tic22-kódoló ycf80-homológot.:26

## Fordítás
Ez a szócikk részben vagy egészben  a   Chrysista című spanyol Wikipédia-szócikk ezen változatának fordításán alapul.  Az eredeti cikk szerkesztőit annak laptörténete sorolja fel. Ez a jelzés csupán a megfogalmazás eredetét és a szerzői jogokat jelzi, nem szolgál a cikkben szereplő információk forrásmegjelöléseként.